# Casa del fuerte de San Juan de Manzanillo
La Casa del Fuerte de San Juan de Manzanillo de Cartagena de Indias es una obra arquitectónica contemporánea, que hace parte de las tres residencias al servicio del Presidente de la República de Colombia y de su familia durante el cuatrienio constitucional.
Durante el periodo de gobierno del presidente Julio César Turbay Ayala, el arquitecto Rogelio Salmona logró concretar esta edificación, incluyendo muchos de los elementos de las construcciones españolas de la época colonial: murallas, fuertes y baluartes.
La edificación también incluye un vasto entorno vegetal representativo de la variable flora que se encuentra en el Caribe colombiano, lo que hace que la casa parezca estar oculta entre las distintas clases de plantas; un ejemplo de esto son los helechos que descuelgan de la parte superior de la entrada, obligando a los visitantes a pasar en medio de sus lianas para poder ingresar al recinto. 
El material que predomina en la construcción es la piedra coralina que está distribuida en una sucesión de patios dispuesto en forma de zigzag, con rampas y terraplenes que moldean los sólidos y geométricos bloques.
La planta de la casa está estructurada por siete patios, dos a manera de claustro y los cinco restantes son espacios de transición entre el interior y el exterior. El patio de llegada se desprende de la Plaza de Armas y marca la dirección diagonal hacia el portal de acceso por hileras escalonadas de naranjos y buganviles. De allí se pasa al Patio del Caucho que acoge en dos de sus costados trece habitaciones dispuestas en forma lineal hacia los corredores abovedados los cuales se integran al patio en secuencia de aberturas en el muro que lo limita. Entre este patio y el del Roble Morado toma lugar el despacho presidencial, resuelto en dos pisos y con acceso desde el gran vestíbulo de doble altura situado al final del corredor del primer patio.
El ala occidental, aislada de los dos primeros patios por la terraza escalonada que prolonga el portal de llegada, alberga los servicios y la cocina. Superado este sector, la zona social se despliega de frente a una terraza, con la vista próxima de la piscina y la pequeña playa aledaña. Hacia el norte están los otros dos patios, el de La Fuente se avista desde el apartamento presidencial y el del Roble señala por uno de sus vértices la vista lejana de la ciudad.